# Письмо десяти академиков
«Письмо десяти академиков» («письмо десяти», «письмо академиков», официальное название «Политика РПЦ МП: консолидация или развал страны?») — открытое письмо, адресованное Президенту России В. В. Путину, опубликованное 22 июля 2007 года. Было подписано десятью академиками РАН: Евгением Александровым, Жоресом Алфёровым, Гарри Абелевым, Львом Барковым, Андреем Воробьёвым, Виталием Гинзбургом, Сергеем Инге-Вечтомовым, Эдуардом Кругляковым, Михаилом Садовским, Анатолием Черепащуком.

## Основные вопросы
В письме выражена обеспокоенность «всё возрастающей клерикализацией российского общества, активным проникновением церкви во все сферы общественной жизни», в частности в систему государственного образования. «Верить или не верить в Бога — дело совести и убеждений отдельного человека — пишут академики. — Мы уважаем чувства верующих и не ставим своей целью борьбу с религией. Но мы не можем оставаться равнодушными, когда предпринимаются попытки подвергнуть сомнению научное Знание, вытравить из образования „материалистическое видение мира“, подменить знания, накопленные наукой, верой. Не следует забывать, что провозглашённый государством курс на инновационное развитие может быть осуществлён лишь в том случае, если школы и вузы вооружат молодых людей знаниями, добытыми современной наукой. Никакой альтернативы этим знаниям не существует».
В письме поднимаются следующие вопросы:

### Внесение специальности «теология» в перечень научных дисциплин ВАК
В письме говорится о невозможности предложенного в марте 2007 года XI Всемирным русским народным собором внесения специальности «теология» в перечень научных специальностей Высшей аттестационной комиссии (ВАК), так как внедрение церкви в государственный орган противоречит Конституции РФ. В письме, в частности, отмечается, что давление на ВАК было и раньше, но теперь «это давление не скрывается».

### Введение во всех школах России обязательного предмета «Основы православной культуры»
В письме поднимается вопрос о невозможности введения во всех школах России обязательного предмета «Основы православной культуры», так как это ставит сторонников разных конфессий в неравное положение. Этот вопрос также связан с резолюцией XI Всемирного русского народного собора, в которой, в частности, содержится просьба «о признании культурологической значимости преподавания основ православной культуры и этики во всех школах страны и о включении этого предмета в соответствующую область федерального образовательного стандарта».
В письме также отмечается, что иерархи РПЦ неоднократно обращались к правительству РФ с просьбами ввести такой предмет как обязательный. А патриарх Алексий II в своём циркуляре от 9 декабря 1999 года писал: «Если встретятся трудности с преподаванием „Основ православного вероучения“, назвать курс „Основы православной культуры“, это не вызовет возражений у педагогов и директоров светских учебных заведений, воспитанных на атеистической основе». Из чего академики, авторы письма, делают вывод (и обращают на это внимание президента РФ), что речь идёт не о культурологическом предмете, как это пытаются преподнести, а о введении в школах предмета «Закон Божий», как это было в дореволюционной России. Однако, заключают авторы письма, даже если речь идёт о культурологической дисциплине, в многонациональной многоконфессиональной стране такой курс вводить нельзя, так как это нарушает права сторонников других конфессий.

## Итог письма
Если раньше эти вопросы обсуждались только между правительством РФ и представителями РПЦ, то теперь эти вопросы стали обсуждаться широкой общественностью. В этом смысле открытое письмо президенту Российской Федерации стало «информационным поводом» для обсуждения этих и других вопросов, связанных со взаимоотношениями церкви и общества.
Тем не менее, с 2012 года, в соответствии с приказом Минобрнауки России, предмет Основы религиозных культур и светской этики включен в школьную программу в качестве федерального компонента. А в январе 2015 года Высшая аттестационная комиссия Министерства образования и науки Российской Федерации утвердила теологию как новую научную специальность. Таким образом, мнение академиков, изложенное в письме, лишь частично повлияло на принятие решений по данным вопросам.

## Обсуждение письма академиков

### Реакция православных деятелей и организаций
В ответ на письмо десяти академиков Русская православная церковь объявила, что «Русская православная церковь и в прошлом признавала и ценила науку, и в настоящем признаёт и ценит её».
Ряд православных деятелей выступил с критикой письма десяти академиков. В опубликованных материалах и публичных выступлениях встречаются личные нападки в адрес академиков РАН, обвинения в ненависти к Русской православной церкви, нарушении конституции РФ, выполнении политического заказа и противодействии тому, «чтобы люди и наше общество узнали бы собственную культуру» и т. п. В публикациях и выступлениях встречаются, например, такие выражения в адрес сторонников письма академиков и самих академиков, как «рудименты идеологии политических пенсионеров», «химера так называемого научного мировоззрения», «бессмысленные нападки воинствующего атеизма». Так, в частности, выразился замглавы ОВЦС протоиерей Всеволод Чаплин о точке зрения, высказанной членом Общественной палаты Вячеславом Глазычевым и в письме академиков РАН. Глава пресс-службы Московской патриархии священник Владимир Вигилянский (в связи с заявлением правозащитников «В поддержку письма академиков РАН») заявил : «…За словами правозащитников, по сути дела, стоит призыв к новым репрессиям на религиозной почве». Межрегиональное общественное движение «Народный собор» обвинило академика РАН Виталия Гинзбурга, одного из подписантов «Письма десяти», нобелевского лауреата, в разжигании религиозной вражды, и обратилось к прокурору Москвы с требованием привлечь его к уголовной ответственности (формальным поводом для этого послужил комментарий Виталия Лазаревича газете «Вести образования» в феврале 2007 года).
1 августа 2007 года протоиерей Всеволод Чаплин выступил с изложением своей позиции по поводу письма десяти академиков, сказав в частности: «Конституция России права, когда говорит о недопустимости установления обязательной или государственной религии или идеологии. В том числе, естественно, и материализма, позитивизма, агностицизма, атеизма. В том числе в высшей и средней школе».
4 августа 2007 года патриарх Алексий II, находясь в Ижевске, так высказался в связи с письмом академиков: «Церковь строго соблюдает конституционный принцип. Церковь не вмешивается в политическую жизнь государства, и государство не вмешивается в жизнь церкви».
13 августа 2007 года митрополит Кирилл пригласил к диалогу группу академиков, заметив, что за их письмом «скрывается желание изолировать Церковь».
14 сентября 2007 года позицию президента поддержал замглавы Отдела внешних церковных связей Московского патриархата протоиерей Всеволод Чаплин, высказав мнение, что в школах не нужно вводить обязательное изучение предметов по религиозной тематике (в том числе и тех предметов, которые говорят о религии скептически) и что нельзя заставлять человека быть верующим против его воли.
31 октября 2007 года секретарь Совета православных молодёжных организаций Москвы Вадим Квятковский сообщил на пресс-конференции, что ими собрано уже более 100 тысяч подписей в Москве, Подмосковье и других регионах в поддержку преподавания в российских школах предмета «Основы православной культуры»; отметил: «Мы хотим продемонстрировать мнение большинства, православных граждан, а не десяти академиков».
Диакон Андрей Кураев подверг письмо обстоятельной критике, однако отметил, что общественная дискуссия, развернувшаяся вокруг письма, может иметь положительное значение для внутренней жизни Русской православной церкви. Кураев считает, что ссылки в письме на Конституцию в вопросе отделения церкви от школы были справедливы лишь для советской конституции, а не для современной: «В Конституции России ни слова не сказано про пресловутое ленинское „отделение школы от Церкви“». Статья 14 Конституции РФ говорит о том, что Российская Федерация — светское государство, религиозные объединения отделены от государства. Статья 4 Федерального Закона «О свободе совести и о религиозных объединениях» (1997) повторяет эту конституционную норму и конкретизирует её в приложении к образованию: «В соответствии с конституционным принципом отделения религиозных объединений от государства […] государство обеспечивает светский характер образования в государственных и муниципальных образовательных учреждениях».
Дискуссия, возникшая в Русской православной церкви вокруг письма, содержала и критические отзывы в сторону общей политики церкви и заявлений отдельных её представителей по отношению к письму. В частности, игумен Петр (Мещеринов) резко осудил любые проявления хамства в реакции на критику в адрес подлинных или мнимых недостатков церковной жизни и призвал воспринимать письмо как отражение негативных процессов, происходящих в церкви — сращивании её с государством, политизации, отходе от целенаправленной собственно-церковной работы.
После публикации письма академиков его плюсы и минусы анализировал священник Георгий Кочетков. Он и протоиереи Максим Хижий и Димитрий Смирнов выступали с критикой введения в школы «Закона Божия». В процессе одного из обсуждений «письма десяти» Андрей Кураев согласился с тем, что «во многих школах происходит подмена понятий и практик: объявляют культурологическую дисциплину „Основы православной культуры“, а на самом деле начинается религиозная индоктринация детей. Это незаконно и нечестно».

### Реакция представителей других конфессий
В заявлении мусульманской общественности России «Клерикализм — угроза национальной безопасности России» прозвучал протест против подмены духовного возрождения многонациональной и многоконфессиональной России реставрацией феодально-государственной монополии на веру, против нарастающего клерикализма, против подмены в обход конституции России культурологического школьного предмета «Основы православной культуры» религиозным вероучением. Среди подписавших заявление — Аширов Нафигулла, сопредседатель Совета муфтиев России, глава Духовного управления мусульман азиатской части России.
В поддержку «письма академиков» высказался руководитель аппарата ДУМ Нижегородской области Дамир Мухетдинов: «Не разделяя атеистического мировоззрения академиков, обратившихся к гаранту Конституции, мусульмане всецело поддерживают саму идею защиты Конституции от посягательств любой идеологической группы, клерикальной или антиклерикальной. <…> Именно эту позицию поддерживают и президенты Татарстана, Башкортостана, и Совет муфтиев России <…> Если есть Конституция, требующая отделения церкви от государства, равенства всех религий и равноудалённости как от власти, так и от школы — значит, надо её соблюдать!»
Марат Муртазин, ректор Московского исламского университета, заместитель председателя Совета муфтиев России, выступил за необходимость диалога традиционных религий и общества в решении нравственных, социальных, образовательных проблем общества. Он подчеркнул, что «если мы говорим об общеобразовательных школах, то в них, конечно, никаких обязательных религиозных предметов быть не может».
За поиск компромисса в вопросах распространения религиозных знаний выступила Федерация еврейских общин России. В её заявлении подчёркивается, что «веру не следует навязывать», однако религиозные организации должны иметь возможность «рассказывать о своей традиции, чтобы человек добровольно сделал свой духовный выбор».
Елена Леонтьева, координатор Московского буддийского центра линии Карма Кагью: «Мы, буддисты России, считаем, что специально, насильно в школах не нужно учить никаким религиозным предметам».
Иерархи Богородичного центра, поддерживая авторов «письма десяти», заявили, что «в России по-прежнему есть истинная интеллигенция, наделённая чуткой духовной совестью, способная смело и бескомпромиссно отстаивать принципы гуманизма и демократии».
Яков Кротов, представитель УАПЦ(о), заявил, что богословы, претендующие сегодня быть учёными и получать степени через ВАК, тем самым унижают богословие, и выступил с резкой критикой принудительного обучения «основам православной культуры».

### Реакция научной общественности
2 октября 2007 года, подводя итог заседания секции естественнонаучного образования Московского общества испытателей природы, секретарь С. В. Багоцкий подчеркнул: «…Большинство участников дискуссии, как верующие, так и неверующие, согласились с тем, что в существующей ситуации вводить в школы курс „Основы православной культуры“ не следует».
1 ноября 2007 года было распространено письмо академиков РАН Г. С. Голицына, Г. А. Заварзина и Т. М. Энеева и членов-корреспондентов РАН Г. В. Мальцева и Ф. Ф. Кузнецова. В этом письме они отмечают, что авторы «Письма десяти» не являются авторитетами в обсуждаемой области, и высказывают несогласие с тем, что существующие проникновение Русской православной церкви в общество содержит какую-либо угрозу. Отмечается, что добровольное изучение религиозной культуры в государственных и муниципальных общеобразовательных учреждениях не нарушает законодательство Российской Федерации.
В феврале 2008 года опубликовано обращение к президенту РФ, под которым стояли подписи 227 докторов и кандидатов наук. В обращении выражается поддержка введению учёных степеней по теологии и преподаванию в школах дисциплин о религиях. По мысли подписавшихся, это обеспечит полноценную реализацию гражданами России своих культурных прав, закреплённых конституцией России и международными актами о правах человека. Оппоненты обвиняются в навязывании собственных религиозных или идеологических доктрин, нетерпимом отношении к православию и церкви. Обращение подверглось критике в СМИ, в частности, обращается внимание на «странности письма», в которых прямо не указаны авторы и инициаторы, а в заголовке стоит число 227, в то время как письмо подписало 225 человек (в подписях содержатся повторы), а также на агрессивный тон письма. В некоторых СМИ высказывалось предположение о связи инициаторов обращения с Православным Свято-Тихоновским гуманитарным университетом.
После этого, в феврале 2008 года было опубликовано Открытое письмо представителей научной общественности к президенту РФ в связи с планами введения в школах курса «Основы православной культуры» (ОПК). К середине апреля письмо подписали более 1700 человек, из которых более 1100 имеют учёные степени (кандидаты и доктора наук).
В поддержку «письма десяти» выступили сотрудники музея-заповедника «Рязанский кремль», отметив, что клерикализация в России идёт в ущерб интересам отечественной культуры и образования.

### Реакция участников государственного образовательного процесса
Декан факультета социологии МГУ, профессор Владимир Добреньков прокомментировал письмо десяти академиков: «Позиция Гинзбурга — это позиция не русской, а безбожной интеллигенции».
8 августа 2007 года президент Российской академии образования Николай Никандров заявил: «Я думаю, письмо — это лишь хороший информационный повод, но любые опасения здесь безосновательны».

### Реакция правозащитных и общественных организаций
Ряд видных правозащитников и представителей общественности выступил в поддержку письма:
Мы видим, как под видом религиозного возрождения, в нашей стране, по сути, формируется новая национально-религиозная идеология, пронизанная отрицанием демократии, ксенофобией и культом власти.
Заявление Московского бюро по правам человека: «Московское бюро по правам человека выступает против диктата, с какой бы стороны он ни исходил, за конструктивный, содержательный диалог представителей академической науки и верующих любых конфессий, существующих в нашей стране, прежде всего, православия. Только такой диалог может принести добрые плоды».
Президент Российского гуманистического общества Валерий Кувакин выразил поддержку «письму десяти», заявив, что экспансия церкви может привести к социальному взрыву. Он подчеркнул, что «если мы хотим дать научное образование и если это образование должно быть нравственно приемлемо для всех, то мы должны исходить из принципов научности и принципов морали, которая объединяет всех нас, а не какую-то определённую конфессию».

### Реакция официальных лиц
3 августа 2007 года министр образования и науки России Андрей Фурсенко назвал опасения авторов письма «имеющими право на существование». Впоследствии Фурсенко заявил журналистам, что письмо академиков сыграло положительную роль, поскольку вызвало широкую общественную дискуссию, и что ряд представителей РПЦ придерживается такого же мнения.
4 сентября 2007 года Госдума отказалась поддержать инициативу подготовить проект заявления с осуждением позиции авторов письма.
13 сентября 2007 года на заседании Совета по реализации приоритетных национальных проектов и демографической политике президент России В. В. Путин заявил, что изучение в государственных школах предметов религиозной тематики нельзя делать обязательным, ибо это противоречит российской конституции. Подчеркнув, что он выступает за воспитание детей «в духе наших четырёх религий», президент сказал о необходимости «найти приемлемую для всего общества форму».

### Публикации в СМИ
- Клочков В. Открытое письмо академиков президенту: некоторые размышления Архивная копия от 31 января 2008 на Wayback Machine
- Кураев А. Спор двух академий Архивная копия от 7 июля 2010 на Wayback Machine
- Отличники закона Божия «Совершенно секретно» № 09, 2007
- Мухачёв В. «Забота» об интересах науки, или «Святое» лукавство // Московские новости, № 49, 2007.
- Лебедев С. Урок православной культуры Архивная копия от 29 сентября 2007 на Wayback Machine // religare.ru, 28.08.2007
- Кому доверить детей — священнику или атеисту? Архивная копия от 15 ноября 2007 на Wayback Machine // kp.ru, 02.08.2007
- Волков О. Не приняли на веру. Академики отказываются признать теологию наукой Архивная копия от 17 сентября 2007 на Wayback Machine
- Кучин А. Товарищ Путин, вы большой ученый… Архивная копия от 27 сентября 2007 на Wayback Machine // nakanune.ru, 25.07.2007
- Эксперт: Церковь, наука и граждане должны взаимодействовать по правилам // rosbalt.ru, 16.08.2007
- Лемуткина М. РАН атакует РПЦ Архивная копия от 13 октября 2007 на Wayback Machine // Газета.ru, 23.7.2007
- На страницах «Советской России» развёрнулась дискуссия вокруг письма учёных-академиков и их оппонентов
- Водолазкин Е. Г. «Как понимать свою культуру?» Архивная копия от 5 марта 2016 на Wayback Machine // Независимая газета-религии, 20.02.2008